# Răzvan Constantin Martin
Răzvan Constantin Martin (ur. 22 grudnia 1991 w Klużu-Napoce) – rumuński sztangista, mistrz Europy.
Startuje w kategorii wagowej do 77 kg. W 2008 roku wystartował na igrzyskach olimpijskich w Pekinie, gdzie zajął 19. miejsce. Jest czterokrotnym medalistą mistrzostw Starego Kontynentu, w tym w 2012 roku, po dyskwalifikacji Erkanda Qerimaja, został mistrzem Europy. Brał też udział w igrzyskach olimpijskich w Londynie, gdzie wywalczył brązowy medal. Jednak w 2020 roku został zdyskwalifikowany po wykryciu dopingu w jego organizmie.

## Osiągnięcia
| Rok  | Zawody               | Miasto  | Miejsce | Kategoria | Wynik  |
| ---- | -------------------- | ------- | ------- | --------- | ------ |
| 2011 | Mistrzostwa Europy   | Kazań   | 2.      | do 69 kg  | 331 kg |
| 2012 | Mistrzostwa Europy   | Antalya | 1.      | do 77 kg  | 347 kg |
| 2012 | Igrzyska olimpijskie | Londyn  | 3.      | do 69 kg  | 332 kg |
| 2013 | Mistrzostwa Europy   | Tirana  | 3.      | do 77 kg  | 346 kg |